# Fainá
La fainá (de fainâ en lengua ligur; farinata o cecina en italiano) es un plato hecho a base de harina de garbanzos, agua, aceite de oliva, sal y pimienta. Hay también una variante que se hace con harina de trigo, harina de garbanzos, sal, agua, aceite y pimienta que se llama fainá de Savona.

## Historia
El plato es originario de Génova, y muy típico de Liguria y Toscana (Pisa y Livorno) (Italia). En Italia se la conoce como farinata, cecina o torta di ceci. Luego se extendió su preparación hacia el Piamonte. Es llamado fainè en Sácer (Cerdeña), ciudad donde es plato típico, difundiéndose a partir de allí a otras localidades del norte de Cerdeña. Se encuentra también en el sur de la isla, en Carloforte, donde recibe el nombre de fainò.
En el norte de África, en Marruecos, la colectividad sefardí llama calentita a un plato igual a la fainá genovesa. La calentita es el plato nacional de Gibraltar, donde fue adoptada en el siglo xvii por la presencia de una numerosa comunidad genovesa en la ciudadela o tal vez por conexiones comerciales con la costa berberisca, donde se come un plato muy similar con el nombre de karantita.
En Niza (Francia) se la conoce como socca, y es también una especialidad del Var (Francia), donde se conoce com cade. La versión de Niza es muy fina, y la de Tolón más espesa.

## En Argentina
La fainá, traída por inmigrantes genoveses a finales del siglo xix, es un plato característico de la gastronomía de Buenos Aires. Se vende en pizzerías. Es muy común comerla acompañada de una porción de pizza («pizza a caballo»). Se considera que  las primeras fainás de las que se tiene registro fueron elaboradas en un horno construido por el napolitano Nicola Vaccarezza en 1882.

## En Uruguay
En Uruguay, el término «fainá» es utilizado tanto en su forma masculina como femenina. El fainá llegó al país alrededor del año 1830 a partir de la inmigración italiana, más específicamente, la genovesa. En 1915, los Guido, dos hermanos piamonteses, llegaron a Montevideo con la receta tradicional de la farinata. Los principales molinos ofrecen al mercado harina de garbanzo ya preparada para la elaboración casera y rápida del fainá. El 27 de agosto se celebra el día del fainá. A diferencia de el fainá genovesa, en la producción del fainá montevideano a menudo se agrega a la receta harina de trigo, debido a que la harina de garbanzos se importa. El antropólogo y agrónomo italiano Dario Caccamisi explicó: «Cambia un poco el resultado porque la densidad de la harina de trigo es diferente a la de garbanzos». Otra curiosidad, es que el grano que solía formar parte de la mezcla, llamado «chícharo» y similar al garbanzo, se producía en el departamento de Canelones y su cultivo se discontinuó en los 1980 y casi se pierde de no ser por un esfuerzo reciente en recuperarlo a partir de unas pocas semillas guardadas.